# Некрасов, Юрий Клавдиевич
Юрий Клавдиевич Некрасов (10 мая 1935, Архангельск — 27 июня 2006, Вологда) — российский историк, политический деятель.

## Биография
Учился на историческом факультете Ленинградского государственного университета, окончил историко-филологический факультет Вологодского государственного педагогического института (ВГПИ, ныне Вологодский государственный педагогический университет). Кандидат исторических наук (с 1968, диссертация «Торговые и торгово-промышленные компании Южной Германии XV—XVI вв.»), доктор исторических наук (с 1982, диссертация «Социально-экономическое развитие и классовая борьба в городах Швабии и немецкоязычной Швейцарии XIV—XVI вв.»), профессор (с 1985).

## Историк
- С 1960 — заведующий кабинетом философии, затем ассистент кафедры истории ВГПИ.
- В 1964—1967 обучался в аспирантуре на кафедре истории древнего мира и средних веков Московского государственного педагогического института (МГПИ) им. В. И. Ленина.
- С 1970 — доцент кафедры всеобщей истории ВГПИ.
- В 1972—1975 — декан исторического факультета ВГПИ.
- В 1975—1977 находился в докторантуре при кафедре истории средних веков Московского государственного университета им. М. В. Ломоносова.
- В феврале 1978 — июне 2006 — заведующий кафедрой всеобщей истории ВГПИ (университета).
- В 1999, одновременно, возглавлял созданную при кафедре лабораторию изучения истории цивилизации (её основные задачи: проведение научных исследований по проблемам истории цивилизаций, внедрение цивилизационного подхода к истории в учебный процесс, осуществление научно-методических разработок в области преподавания истории цивилизаций).

Участник крупных международных, всесоюзных и российских конференций и симпозиумов, автор двух монографий и большого количества статей, ответственный редактор нескольких сборников научных трудов («Германская история эпохи Реформации: исследования и документы», «Проблемы эволюции общественного строя и международных отношений в истории западноевропейской цивилизации» и др.). В 1970—1980-е годы был членом Всесоюзной Комиссии по историческому образованию, с 1979 — членом научно-методического совета по всеобщей истории при Министерстве высшего и среднего образования СССР. Возглавлял творческую группу по разработке концепции университета.
Основная проблематика исследований: история средневековой цивилизации, её переход к прединдустриальной цивилизации и возникновение явлений раннего капитализма; социально-экономическая история германских городов; изучение Реформации и Крестьянской войны в Германии.

## Политическая деятельность
Придерживался либеральных политических взглядов. С конца 1980-х годов принимал активное участие в демократическом движении в Вологде. В 1991 привёл из института колонну студентов на митинг перед зданием облсовета, чтобы поддержать демократическое меньшинство областного парламента.
В 1993 был избран лидером областной организации «Демократической России», в 1994 — председателем регионального отделения партии «Демократический выбор России» (ДВР). В 1995 баллотировался в Государственную думу по списку ДВР. Был членом Союза правых сил.

## Труды
Монографии:
- Реформа или революция? Реформация и Крестьянская война в германских землях XVI в. Вологда, 1998.
- От средневековой к индустриальной цивилизации: позднесредневековый город и ранний капитализм (по материалам Швабии и Швейцарского Союза XIV—XVI вв.). Вологда, 2003.

Учебное пособие
- Реформация и Крестьянская война в германских землях XVI в. как раннебуржуазная революция (историография, причины и предпосылки революции). Вологда, 1984.

Некоторые статьи:
- Южнонемецкий город в начале Крестьянской войны (май — сентябрь 1524 г.) / Ежегодник германской истории. 1976. М., 1977.
- Городские хронисты первой половины XVI в. о причинах и характере Крестьянской войны в Германии. / Средние века, М., 1977, выпуск 41.
- О роли городов в событиях Крестьянской войны в Германии (по материалам хронистики XVI в.) / Вестник МГУ, историческая серия, М., 1977, № 4.
- Социально-политические вопросы в освещении немецкой хронистики XVI в. / Ежегодник германской истории. 1977. М., 1978.
- Города и крестьяне Южной Германии во время Крестьянской войны (осень 1524 — лето 1525 гг.) / Средневековый город. Межвузовский научный сборник (Саратовский университет), 1978, выпуск 5.
- Возникновение и развитие системы раздач в текстильной промышленности Верхней Швабии и Северной Швейцарии XIV—XVI вв. / Генезис капитализма в позднее средневековье в Англии и Германии. М., 1979.
- Цеховое ремесло и ранний капитализм. / Средневековый город. Межвузовский научный сборник (Саратовский университет), 1981, выпуск 6.
- Об отношении радикально-бюргерской оппозиции к Крестьянской войне / Социальные отношения и политическая борьба в средневековой Германии (XI—XVI вв.). Вологда, 1985.
- Концепция революции «простого человека» в современной западногерманской историографии / Ежегодник германской истории. 1985. М., 1986.
- Томас Мюнцер и швейцарские анабаптисты XVI в. об общности имуществ. / История социалистических учений. 1987.
- Крестьянская война в Германии в освещении традиционного направления буржуазной историографии ФРГ / Проблемы германской истории: Эпоха феодализма. Ижевск, 1989.
- Город и бюргерство в Крестьянской войне в Германии (на примере Швабии) / Германская история эпохи Реформации: исследования и документы. Вологда, 1993.